# Uhřice (district de Vyškov)
Pour les articles homonymes, voir Uhřice.
Uhřice (en allemand : Uhrschitz, auparavant Uhrzitz) est une commune du district de Vyškov, dans la région de Moravie-du-Sud, en République tchèque. Sa population s'élevait à 258 habitants en 2020.

## Géographie
Uhřice se trouve à 14 km au sud-est de Vyškov, à 35 km à l'est de Brno et à 216 km au sud-est de Prague.
La commune est limitée par Hvězdlice au nord, par Chvalkovice et Dobročkovice à l'est, par Nesovice au sud par Milonice à l'ouest.

## Histoire
La première mention écrite de la localité date de 1327.